# Сатанинские писания
«Сатанинские писания» — книга Питера Гилмора — нынешнего верховного жреца Церкви Сатаны, опубликованная 30 апреля 2007 года издательством Scapegoat Publishing. Книга представляет собой сборник эссе и ритуалов, включая в себя прелюдию Бланш Бартон, посвящение Пегги Надрамии, а также послесловие самого Питера Гилмора для людей живущих в России. Книга была переведена на французский, испанский, немецкий, португальский, эстонский и русский языки.
В Вальпургиеву ночь 2017 года компания Underworld Amusements выпустила новое десятилетнее издание и взяла на себя публикацию книги от Scapegoat. Новое издание включает в себя речь Питера Гилмора, произнесённую на закрытом мероприятии в честь 50-летия Церкви Сатаны.